# Hässelby strandbad

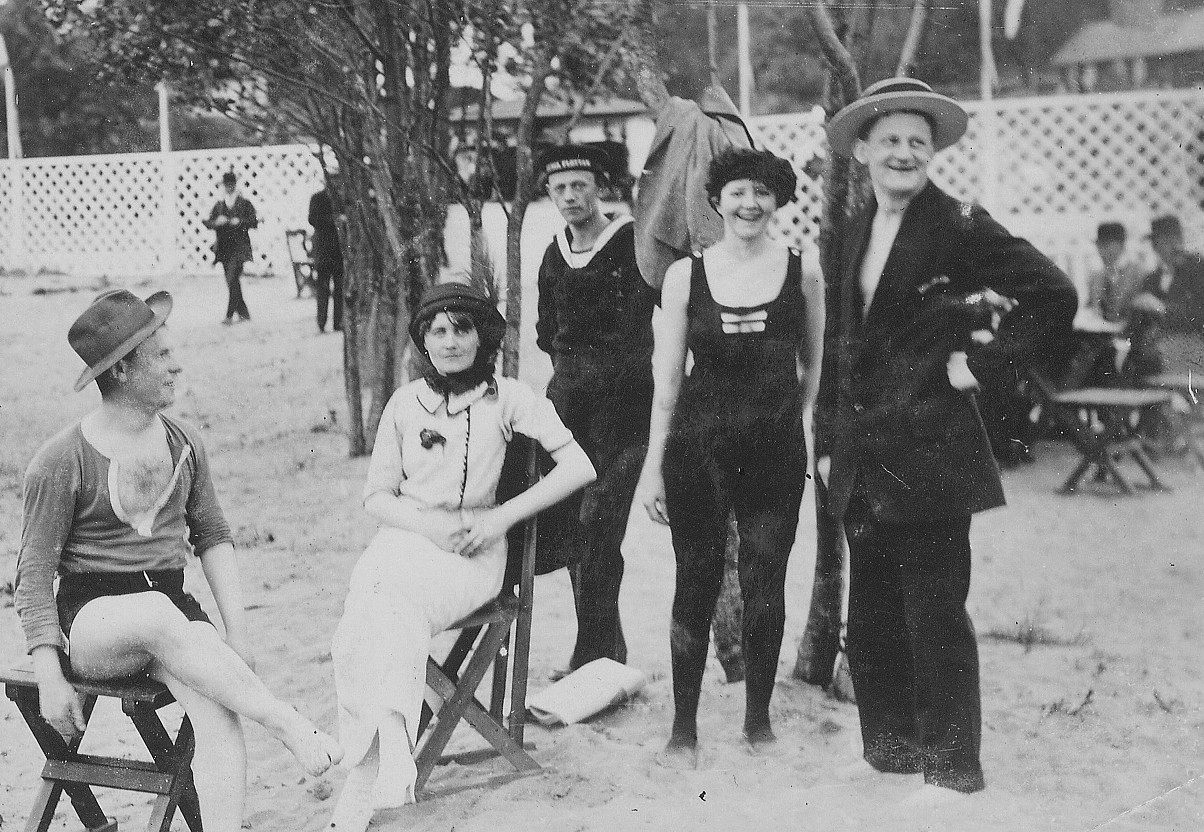
Hässelby strandbad 1913.

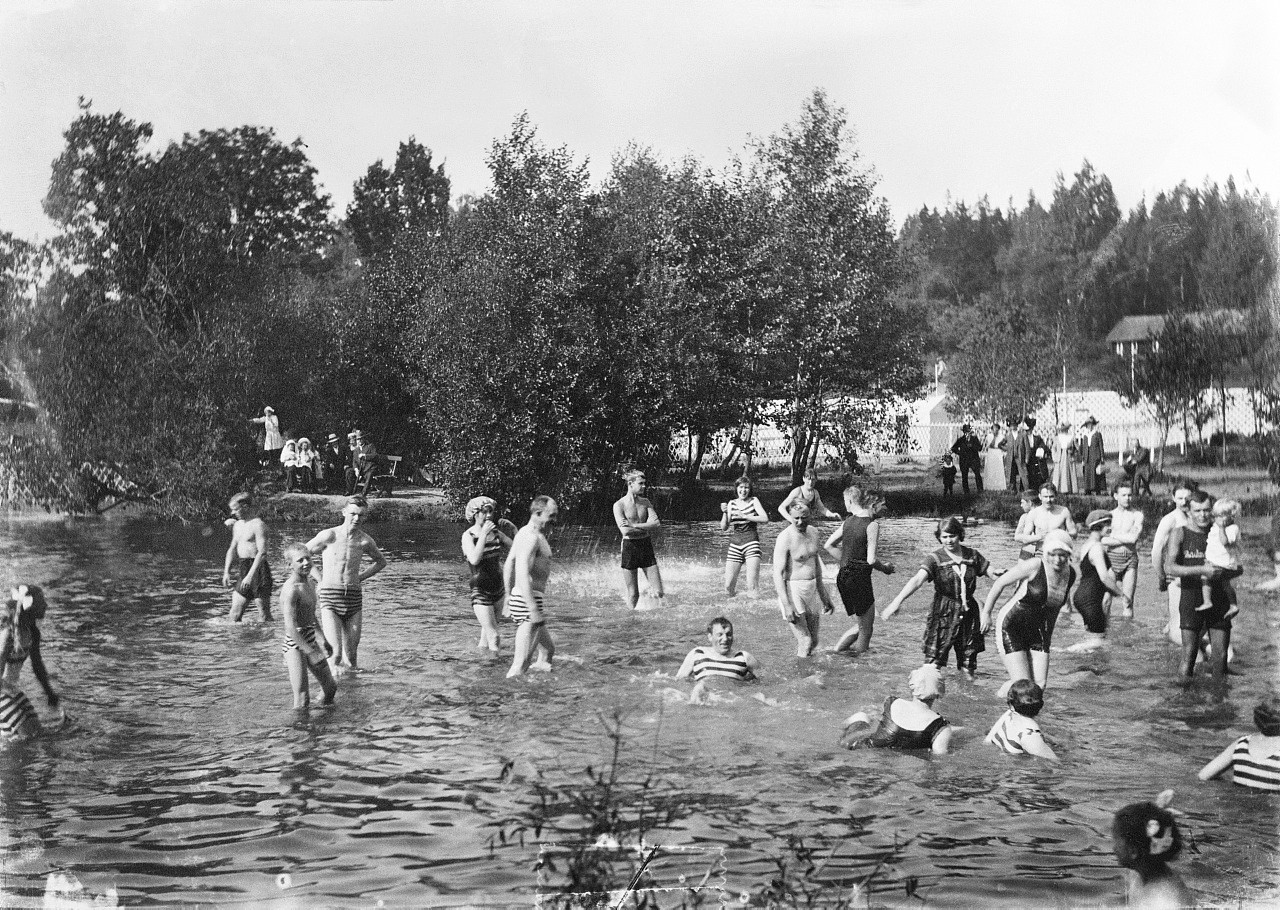
Hässelby strandbad 1915.

Hässelby strandbad är en badplats vid Mälaren i stadsdelen Hässelby strand i Stockholms kommun.

## Historia
Hässelby strandbad öppnade 1913 och var Stockholms första anlagda gemensamhetsbad där män och kvinnor badade utomhus tillsammans. Det kallades då Hesselby strandbad. På badets område fanns omklädningsrum, dansbana och konditori. Låtarna "Låt oss gå till Hesselby" från 1913 och "Hesselbysteppen" från 1914 handlar om badet. 
I samband med att Hässelby strandbad öppnade 1913 anordnades en skönhetstävling där Gertrud Nilsson blev utnämnd till "Venus Hässelby". Händelsen blev omskriven i tidningarna och begrepp som "söderamerikaner" och "bönor" användes för att benämna de personer som använde badet. Aftonbladets rapporter tyckte att det var upprörande att de badande ungdomar dansade pardans och umgicks när de bara hade baddräkter på sig. Skribenten jämförde samtidigt badplatsen med badorten Mölle i Skåne.